# Petrus van Zonsbeek
Petrus van Zonsbeek (Vlaardingen, 5 december 1763 – Delft, 19 maart 1847) was een politicus ten tijde van de Bataafse Republiek.

## Familie
Van Zonsbeek was een zoon van Frans van Zonsbeek, meester-metselaar in Vlaardingen, en Anna Pieters Quack. Hij trouwde in 1790 met Cornelia van Roon (1758-1840), een chirurgijnsdochter, uit dit huwelijk werd een dochter geboren.

## Loopbaan
Van Zonsbeek was metselaar en aannemer in Vlaardingen. Hij werd politiek actief na de Bataafse omwenteling. In 1795 werd hij benoemd tot lid van de Vergadering van Provisionele Representanten van het Volk van Holland. Vanaf 1796 had hij zitting in de elkaar opvolgende landelijke wetgevende colleges; hij was lid van de Eerste Nationale Vergadering (1796-1797) en de Tweede Nationale Vergadering (1797-1798), lid en voorzitter van de Constituerende Vergadering (1798), lid van de Tweede Kamer (1798) en Eerste Kamer (1799) van het Vertegenwoordigend Lichaam. Van 1799 tot aan zijn overlijden was hij penningmeester van Delfland.